# Kościół św. Jana Chrzciciela w Janowcu Kościelnym
Kościół świętego Jana Chrzciciela – rzymskokatolicki kościół parafialny należący do dekanatu dzierzgowskiego diecezji płockiej.
Obecna świątynia została wzniesiona w stylu neogotyckim na wzór katedry św. Floriana w Warszawie, której projektantem był Józef Pius Dziekoński. Kościół został zbudowany dzięki składkom parafian i dzięki staraniom księdza proboszcza Hieronima Syskiego. Prace budowlane zostały zakończone w 1910 roku. Świątynia przetrwała obydwie wojny światowe bez większych uszkodzeń. W latach 90. XX wieku budowla była restaurowana.